# Phragmidium
Phragmidium è un genere di funghi basidiomiceti. Comprende diverse specie parassite di piante.

## Specie
- Phragmidium acuminatum
- Phragmidium bulbosum
- Phragmidium mucronatum
- Phragmidium potentillae
- Phragmidium rubi-idea
- Phragmidium sterilis
- Phragmidium tuberculatum
- Phragmidium violaceum